# Umi no Triton
Triton of the Sea (яп. 海のトリトン Уми но Торитон, Морской Тритон) — японская манга, автором которой является Осаму Тэдзука. Впервые начала публиковаться издательством Kodansha в журнале Sankei Shimbun с 1 сентября 1969 года по 31 декабря 1971 года. Всего выпущено 4 тома манги. По мотивам манги студией Animation Staff Room был выпущен аниме-сериал, который транслировался по телеканалу TV Asahi с 1 апреля по 30 сентября 1972 года. Всего выпущено 27 серий аниме. Также студией Toei Animation был выпущен полнометражный фильм. Сериал был дублирован на Итальянском языке и также транслировался на территории Испании и Тайваня. По результатам опроса телеканала TV Asahi, сериал Umi no Triton входил в список 100 любимых аниме в 2006 году.

## Сюжет
5000 лет назад существовала великая цивилизация русалок — Атлантида. Их процветанию завидовал Посейдон и наслал ураганы, которые полностью уничтожили цивилизацию. Единственным уцелевшим стал младенец по имени Тритон, который попал в Японию, где его подобрали и взяли воспитывать в прибрежную деревню. Младенец получил новое имя — Кадзуя Яасаки (矢崎和也) и рос там. Однако, когда Посейдон узнал о существовании мальчика, он послал на деревню огромное цунами, которое полностью уничтожило её, в том числе и отца Кадзуи. Мальчик с матерью переезжает в Токио, где с ранних лет начал работать. Однажды его обманывают с зарплатой, и в приступе ярости, Кадзуя убивает неприятеля, за что теперь был обязан работать на корабле, но мальчик не знал, что корабль поставлял нужные товары на базу Посейдона.
Когда Кадзуя, он же Тритон вырастает, он решает отомстить Посейдону и убить его семью. За главным героем начинают следовать дельфины: Рука, Уру, Кару и Фин, все они вместе будут везти долгую борьбу с семьёй Посейдона. Позже к Тритону присоединяется Пипико, одна из немногих выживших русалок.
Тритон одного за другим убивает 33 детей Посейдона, а в конце решает убить самого Посейдона, проникнув в его базу. Там Тритон видит, что на базе работали многочисленные человеческие рабы. После длительного сражения, старший сын Посейдона теряет самоконтроль и превращается в монстра, который может всё уничтожить и в результате Посейдон и Тритон заключили договор по которому Тритон уничтожает монстра, но Посейдон перестаёт угнетать людей и истреблять русалок.
Проходит какое то время. Тритон женится на Пипико и та откладывает 7 яиц, из которых на свет появляются 2 мальчика и 5 девочек: Синий, Зелёный, Сиреневый, Жёлтый, Оранжевый, Красный и Фиолетовый Тритоны.
Так дети растут и однажды Тритон решает устроить поездку на круизе на море, но все они попадают в шторм. Пропадает дочь — Зелёный Тритон и оказывается среди людей. Тритон отправляется на сушу, чтобы найти её и узнаёт, что она попала в Токио. Так Тритон с Синим отправляется в город, чтобы вернуть Зелёную, однако он встречает Посейдона, который показывает ему ложный отрывок газеты, заявив, что Зелёный Тритон умер. Между тем Синий Тритон находит Зелёного тритона. Однако не зная этого, Тритон в приступе ярости (которого также подталкивает Посейдон) решает разрушить Токио с помощью цунами, но когда приходит в себя, осознаёт тяжесть своего преступления, и таким образом Тритон с семьёй бежал на плавающий остров черепахи, чтобы избежать преследований со стороны людей.

## Список персонажей
- Тритон/Кадзуя — главный герой истории, последний выживший представитель Атлантиды. От людей его отличает наличие зелёных волос, и врождённая способность плавать и дышать под водой. Мечтает освободить подводный мир от тирании Посейдона. В качестве оружия использует волшебный Кинжал, способный излучать свет и тепло, ослепляя врагов.
- Пипико — русалка-сирена, родом из северного моря. Её племя было истреблено Посейдоном. Очень весёлая и озорная, но иногда поступает высокомерно, не осознавая этого. Из-за своего любопытства часто втягивает Тритона в неприятности. Позже рожает от него 7 детей.
- Хептабода — сначала была на стороне Посейдона, по позже переходит на сторону Тритона, ради своей свободы, позже её убивают заклинанием.
- Отец Тритона (Иппэй) — старый рыбак, обыкновенный человек японского происхождения, который взял маленького Тритона себе в семью, назвав Кадзуей. Иппэй знал о происхождении Кадзуи, но боялся рассказывать ему, чтобы об это не прознал Посейдон. Когда Посейдон наслал цунами на деревню, отец был убит.
- Мать Тритона — мать, воспитывала о растила Тритона/Кадзую. После смерти отца, переехала с Кадзуей.
- Рука — необычная дельфиниха белого цвета. Именно она раскрыла правду Кадзуе о его истинном происхождении и всегда сопровождала его.
- Уру — дельфин, один из лучших друзей Тритона, внук Руки.
- Кару — дельфин, один из лучших друзей Тритона, внук Руки и брат Уру.
- Фин — дельфин, один из лучших друзей Тритона, внук Руки и брат Уру с Кару.
- Протей — старый морж из северного моря, находится в спячке из-за того, что его заморозила Минотус.
- Ганомосу — гигантская черепаха, известен также, как мудрец моря, ему много тысяч лет, но никто не знает истинный возраст Ганомосу. Помогает Тритону.
- Посейдон — властелин морей и тиран, который уничтожает всё, в чём ощущает угрозу. Мечтает установить мировое господство. Пытается уничтожить Тритона.

## Роли озвучивали
- Ёку Сиоя — Тритон
- Акэми Хирокава — Пипи
- Канэта Кимоцуки — Кару
- Харуко Китахама — Рука
- Хиоси Масуока — Дори
- Кэйити Нода — Отец Тритона
- Хироси Отакэ — Иру (фильм)
- Такаси Тояма — Иру (сериал)
- Тосико Савада — Мать Тритона
- Хидэкацу Сибата — Минортас
- Рюсукэ Сиоми — Медон
- Кадзуко Сугияма — Фин
- Дзюмпэй Такигути — Протей
- Кодзи Яда — Макасу
- Ёнэхико Китагава — Посейдон
- Дзёдзи Янами — Иппэй